# Ernest Marsden
 (juin 2016).
Si vous disposez d'ouvrages ou d'articles de référence ou si vous connaissez des sites web de qualité traitant du thème abordé ici, merci de compléter l'article en donnant les références utiles à sa vérifiabilité et en les liant à la section « Notes et références ».
Pour les articles homonymes, voir Ernest et Marsden.
Sir Ernest Marsden, né le 19 février 1889 à Rishton dans le Lancashire et mort le 15 décembre 1970 à Wellington, est un physicien néo-zélandais.

## Biographie
Il rencontra Ernest Rutherford à l'université de Manchester. Alors qu'il était encore étudiant, il réalisa en 1908 la célèbre expérience de diffusion Rutherford des particules alpha avec Hans Geiger sous la supervision de Rutherford.
En 1914, il travailla à l'université Victoria de Wellington en Nouvelle-Zélande. Il participa à la Première Guerre mondiale en France en tant qu'ingénieur royal.
Après la guerre, il devint le scientifique le plus important en Nouvelle-Zélande. Il fonda le Department of Scientific and Industrial Research (DSIR) en 1926 et organisa sa recherche particulièrement dans le secteur de l'agriculture.
Durant la Seconde Guerre mondiale, Marsden travailla sur la mise au point des radars. En 1947, il devint officier de liaison scientifique à Londres et président de la Royal Society de Nouvelle-Zélande.
Il meurt à Wellington en 1970.
L'Association des scientifiques de Nouvelle-Zélande décerne en sa mémoire la médaille Marsden.